# Postzegels van Denemarken
De postzegels van Denemarken verschijnen sinds 1851. De Deense postzegels zijn nauw verwant aan de postzegels van de Faeröer en de postzegels van Groenland.

## Opkomst van de postdienst

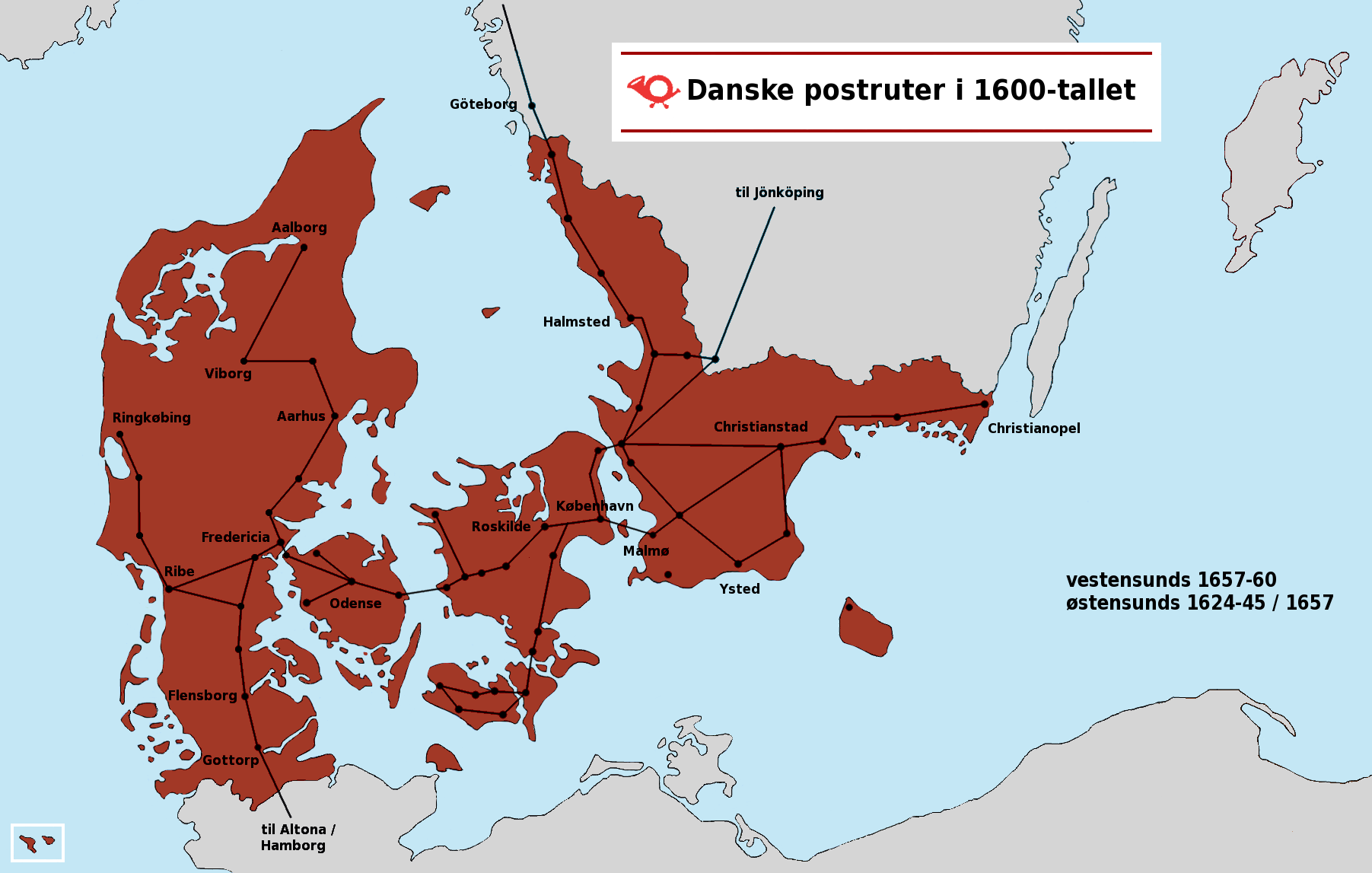
Het netwerk van de Deense postdienst in de 17de eeuw.

Door het bevel van de Deense koning Christiaan IV op 24 december 1624 werd in Denemarken een postdienst opgericht, die in 1653 overigens werd uitgebreid tot in Noorwegen. Deze postdienst bestond uit negen hoofdroutes en werd aangestuurd vanuit Kopenhagen. Postzegels werden hier nog niet gebruikt, deze zouden pas worden ingezet vanaf de 19de eeuw.
Tot in 1711 werd de postdienst geleid door telgen van de adellijke familie Gyldenløve, die overigens afstamt van koning Christiaan V. In 1711 kwam de postdienst in handen van de Deense overheid.
Vanaf 1 juli 1819 bestond er een overzeese postdienst tussen Kopenhagen en Kiel met het stoomschip SS Caledonia. Dit is overigens het eerste stoomschip ter wereld dat post vervoerde.

## Klassieke periode

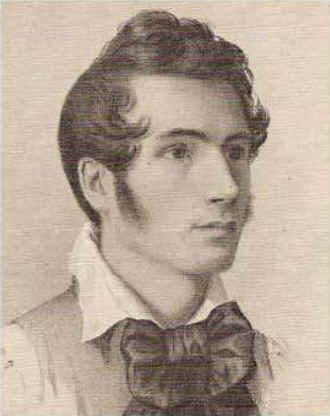
Martinus William Ferslew, de ontwerper van de eerste Deense postzegels.

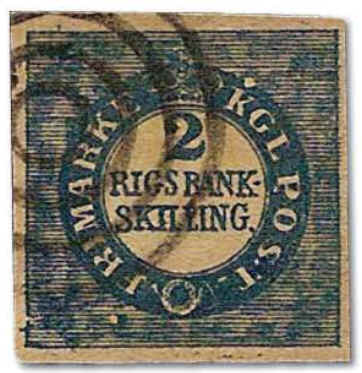
Deense postzegels van 2 rigsbankskilling, bestemd voor gebruik in de regio Kopenhagen, 1851.

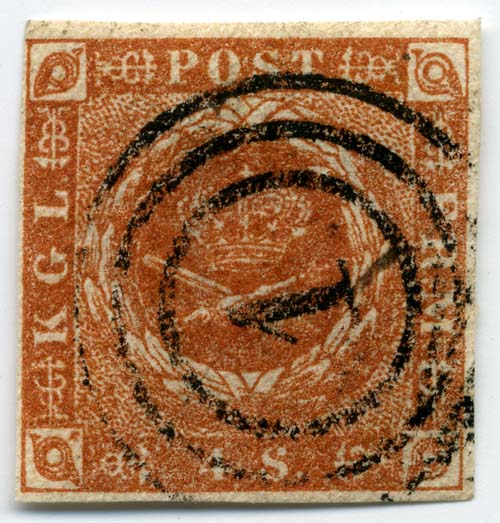
Een Deense postzegel van 4 skilling uit 1854.

De eerste postzegels van Denemarken werden uitgebracht op 1 april 1851, nadat op 18 oktober 1850 een postwet was aangenomen. De eerste postzegel was bruin van kleur en had een frankeerwaarde van vier rigsbankskilling. Het ontwerp bestond uit een vierkante zegel met een kroon, een zwaard en een scepter. Op 2 mei volgde een nieuwe emissie: een blauwe zegel met een frankeerwaarde van twee rigsbankskilling. Beide zegels hadden een watermerk, die een kroon toonde, en waren overigens niet geperforeerd. De zegel van 2 rbs werd gebruikt in de streek van Kopenhagen, terwijl die van 4 rbs een nationale postzegel was.
De ontwerper en drukker van deze postzegels was Martinus William Ferslew. De eerste postzegels lagen reeds 10 dagen voor 1 april 1851 klaar in de Deense postkantoren. Men diende echter tot die datum te wachten met de verkoop ervan omdat op die dag de postwet in werking trad. Na het overlijden van Ferslew werden de Deense postzegels 80 jaar lang gedrukt door H.H. Thiele en zijn bedrijf.
De cataloguswaarde van een postzegel van 2 rbs wordt geraamd op 2.600 EUR voor ongestempelde zegels en 850 EUR voor gestempelde zegels. De zegels van 4 rbs zijn minder zeldzaam en hebben dan ook lagere cataloguswaardes: 600 EUR voor ongestempelde zegels en 35 EUR voor gestempelde zegels.
In 1854 werd de Deense munteenheid herdoopt tot de Deense skilling. Deze verandering zette zich ook door op de postzegels: de ontwerpen bleven behouden, maar de naam van de munteenheid veranderde. Tevens werden de opschriften afgekort zodat ze zowel in het Deens als in het Duits leesbaar waren. Tussen 1854 en 1857 verschenen coupures van 2s, 4s, 8s, en 16s. In 1858 werd het stippenpatroon op de achtergrond vervangen door golvende lijnen. In 1863 werd de kroon op de zegels vervangen door een groter exemplaar. De basis van het ontwerp bleef echter onaangeroerd.
De afstempeling van de postzegels bestond uit een reeks concentrische cirkels, met centraal een nummer dat naar de plaats van de afstempeling verwees. 1 was Kopenhagen, 2 was Hamburg, 5 was Aarhus enzovoort.
Ten tijde van de Tweede Duits-Deense Oorlog in 1864 verscheen een nieuwe postzegelreeks met traditionele Deense symbolen als onderwerp. Tussen mei 1864 en 1868 werden zegels uitgegeven met een frankeerwaarde van 2s, 3s, 4s, 8s, en 16s. Deze zegels waren de eerste geperforeerde zegels.

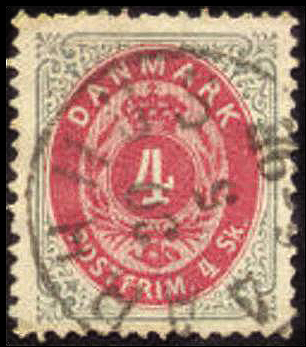
Deense cijferzegel met een quasi-symmetrisch ontwerp, 1870.

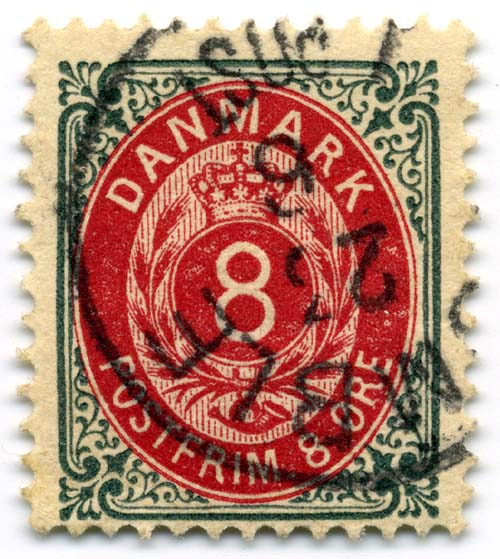
Deense cijferzegel van 8 øre, 1895.

In 1870 verscheen de eerste postzegel in de langlopende postzegelreeks met het cijfer van de frankeerwaarde als centraal thema, een cijferzegel. Het ontwerp bestond uit een omkaderde ovaal met daarin centraal het cijfer en dat in verschillende kleuren. Het kader is haast symmetrisch, maar zijn dat niet helemaal. Er bestaan in deze reeks bestaan van sommige coupures veel postzegels met een omgekeerd kader, al is het verschil tussen een recht en een omgekeerd kader amper te zien. Waarschijnlijk komt dit doordat de kaders quasi-symmetrisch waren en het personeel van de drukkerij zelf de boven- en de onderkant niet wist te onderscheiden. Door het grote aantal 'drukfouten' is de cataloguswaarde eerder beperkt. Dit in tegenstelling tot bijvoorbeeld de Omgekeerde Dendermonde uit 1920, de meest waardevolle Belgische postzegel, waar een soortgelijke drukfout gebeurde.
Op het einde van de 19de eeuw zouden er verschillende zaken veranderen aan het ontwerp van de Deense postzegels. In 1873 veranderde de Deense munteenheid andermaal. Het invoeren van de nieuwe valuta, de Deense kroon, maakte het dan ook noodzakelijk om nieuwe postzegels te maken die de frankeerwaarde in deze nieuwe munteenheid weergeven. Vervolgens wijzigde de tanding van de postzegels in 1898, het watermerk volgde in 1902.
In 1875 vervoegde Denemarken de Wereldpostunie. Vanaf dat jaar werden de Deense postzegels dan ook voorzien van een opschift met de landsnaam: DANMARK.

## 20ste eeuw

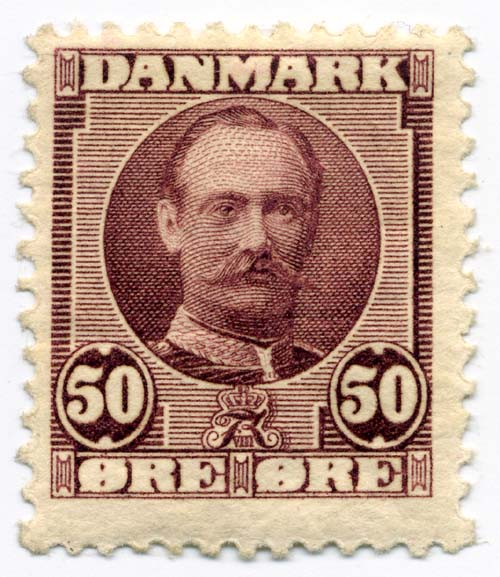
Deense postzegel met een frankeerwaarde van 50 øre en de beeltenis van koning Frederik VIII.

In 1904 werd koning Christiaan IX de eerste koning van Denemarken die verscheen op een Deense postzegel. In 1907 werden er daarna nieuwe postzegels uitgegeven met hetzelfde onderwerp als deze vorige reeks, maar dan met de beeltenis van de nieuwe koning Frederik VIII. Koning Christiaan X prijkte vervolgens op de Deense postzegels tussen 1913 en 1928, in een langlopende reeks waarvan zegels in veel verschillende kleuren en coupures verschenen.

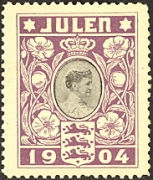
Deense kerstzegel en tevens eerste kerstzegel ter wereld, 1904.

Tevens in 1904 gaf Denemarken voor het eerst een kerstzegel uit. Deze hebben het opschrift JULEN. Daarmee was Denemarken het eerste land ter wereld dat naar aanleiding van Kerstmis een speciale postzegel uitgaf. Vandaag de dag is dit een wijdverspreide gewoonte geworden. Ter vergelijking: België introduceerde voor de eerste keer een kerstzegel in de jaren 1960.
In 1905 verscheen een nieuw type van cijferzegels met lagere frankeerwaardes. Nieuw aan deze zegels waren de drie gegolfde lijnen aan beide zijden van het cijfer met de waarde-aanduiding. Deze gegolfde lijnen stonden symbool voor de drie wateren die de grootste Deense eilanden van elkaar scheiden. Dit thema bleek zo populair te zijn dat er nog geruime tijd variaties op verschenen.
Tijdens de Tweede Wereldoorlog in Europa werd, net zoals grote delen van het continent, ook Denemarken bezet door nazi-Duitsland. Van de bezetting zijn echter geen 'sporen' terug te vinden in de ontwerpen van de postzegels uit die tijd. Sterker nog, er verscheen tijdens de oorlogsjaren een nieuwe reeks met de beeltenis van koning Christiaan X, die ditmaal en face werd geportretteerd er niet meer en profil. Na de oorlog werd deze reeks overigens verdergezet. Het briefverkeer in Denemarken stond tijdens de oorlog wel onder censuur van de nazi-bezetter.
Vlak na de oorlog, in 1946, verschenen nieuwe zegels voor correspondentie met hoge frankeerwaardes. Het ontwerp omvatte drie leeuwen, zoals in het wapen van Denemarken. Net zoals het type met de drie gegolfde lijnen, zou ook dit type lang meegaan, tot in de jaren 1990.
In 1976 droeg Denemarken de verantwoordelijkheid over de postdienst op de Faeröer over aan het autonome postbedrijf Postverk Føroya.

## 21ste eeuw
In de moderne tijd geeft Denemarken vooral relatief kleine postzegels uit. Het aantal postzegels per jaar is gegroeid van een tiental in de jaren 1960 tot een twintigtal in de jaren 1990.